# Cable OPGW
Un cable óptico a tierra, más conocido por sus siglas en inglés como cable OPGW (Optical Ground Wire), es un tipo de cable que se usa en líneas de transmisión de energía eléctrica. Este cable combina las funciones de puesta a tierra y telecomunicaciones. Un cable OPGW contiene en el interior una estructura tubular con una o más fibras ópticas, y en el exterior hilos de acero y aluminio. Se encuentra instalado normalmente en la parte superior de las torres eléctricas de transmisión de energía. La parte conductiva del cable tiene como función poner a tierra las partes metálicas de la torre y enlazar los conductores de alta tensión ante las descargas atmosféricas. Las fibras ópticas dentro del cable pueden usarse para transmitir información a altas velocidades, ya sea para que la empresa de distribución eléctrica, la instaladora de las torres, implemente sistemas de protecciones y control de la línea de transmisión, o para las comunicaciones de datos y voz de la electrificadora, o bien pueden ser arrendadas a terceros para servir como una interconexión de fibra óptica de alta velocidad entre ciudades.
La fibra óptica es un aislante y es inmune a la línea de transmisión, a la inducción del rayo, al ruido eléctrico externo y a la diafonía. Típicamente los cables OPGW contienen fibras ópticas monomodo con bajas pérdidas de transmisión, permitiendo la transmisión de datos a grandes distancias con velocidades altas. La apariencia externa del cable OPGW es similar al conductor de acero reforzado (ACSR), usualmente usados como hilo guarda.

## Historia
El cable OPGW fue patentado por BICC en 1977. La instalación de los cables OPGW se empezó a masificar en la década de los 1980. Para el año 2000, se instalaron a nivel mundial alrededor de 60,000 km. En Asia, especialmente China, se convirtió en el mercado regional más grande donde se usa el cable OPGW para la construcción de líneas de transmisión.